# ERC 90 Sagaie
ERC-90 (Engin de Reconnaissance Cannon) було розроблено компанією Panhard як приватна ініціатива у середині 1970-х. Перший зразок було завершено у 1979. Серія машин ERC розроблялася лише на експорт, проте вона була пристосована для потреб французької армії і перші машини заступили на службу у 1983. Французька армія замовила 192 машини, які використовували морська піхота та десантні розвідувальні підрозділи. Експортні варіанти ERC-90 F4 Sagaie (Dart) та її варіанти поставлялися до Аргентини, Чаду, Кот-д'Івуар, Еквадору, Габону, Мексики та Нігеру.

## Історія
Сімейство броньованих машин ERC (Engin de Reconnaissance Canon) було розроблено компанією Panhard як приватна ініціатива у 1975 і було спрямовано в першу чергу на експортні ринки.
Вперше машини було представлено у 1977 на Виставці військового спорядження у Саторі. У цьому ж році Panhard розпочав виробництво машин на новій фабриці у Маролі. Перші зразки техніки були випущені у 1979.
Машини сімейства ERC мали багато спільних деталей із сімейством броньованих машин Panhard VCR які також вперше були представлені у 1977.
Panhard VCR (6 x 6) було спеціально розроблено для задоволення потреб Іраку у платформі для башти з протитанковими ракетами Euromissile UTM-800 HOT. Хоча ERC і було створено з використання деталей VCR (6 x 6), проте машина мала іншу колісну базу та нову башту Giat Industries TS90.
Французька армія оцінювала ERC 90 F4 Sagaie у період 1978—1980 і прийняла машину у грудні 1980 для подальших випробувань, які включали випробування спекою у Джибуті у 1982. Перші серійні машини почали надходити до армії у 1984 р., а загальна кількість становила 192 ERC Sagaies на кінець поставок у 1990 р.
Французькі сили швидкого реагування використовували цю машину як стандартну броньовану машину. 1-й полк морської піхоти зі складу 9-ї дивізії морської піхоти перетворили у розвідувальний полк з машинами ERC 90. Танковий полк тієї ж дивізії отримав усі машини у 1984, 1-й гусарський парашутний полк 11-ї парашутної дивізії отримав машини у 1985—1986 рр., а 4-й єгерський полк 27-ї альпійської дивізії отримав машини у 1988-89. Усюди вони замінили бронеавтомобілі Panhard AML-60 та AML 90 (4 x 4). У кожному полку було три роти кожна з яких складалася з чотирьох взводів кожний з трьома ERC 90 F4 Sagaies та Euromissile MILAN ATGW.
Всього 42 одиниці ERC 90 F4 Sagaie було розгорнуто за кордоном:
- 24 у 13-й напівбригаді Іноземного Легіону у Джибуті
- шість у 6-му батальйоні морської піхоти у Габоні
- шість у 43-му батальйоні морської піхоти у Кот-д'Івуар
- шість у 23-му батальйоні морської піхоти у Дакарі, Сенегал.

## Опис конструкції

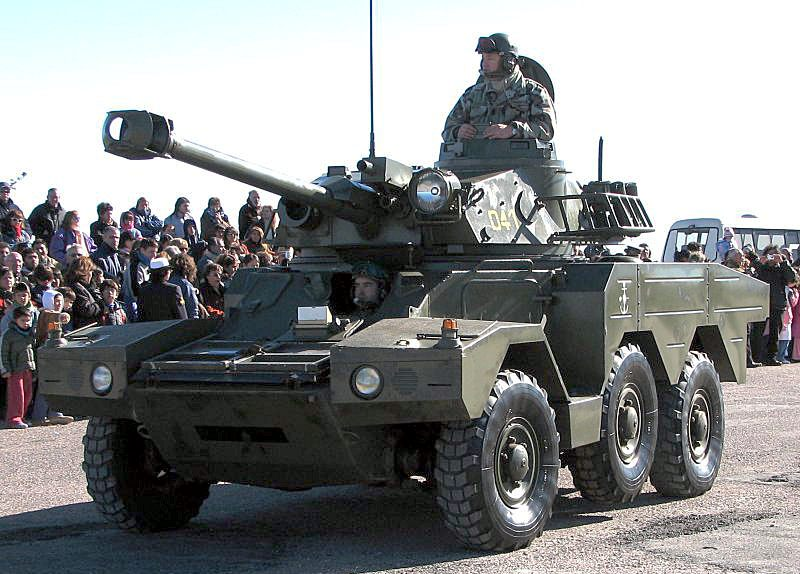
Розвідувальна машина аргентинської морської піхоти ERC-90 Lynx

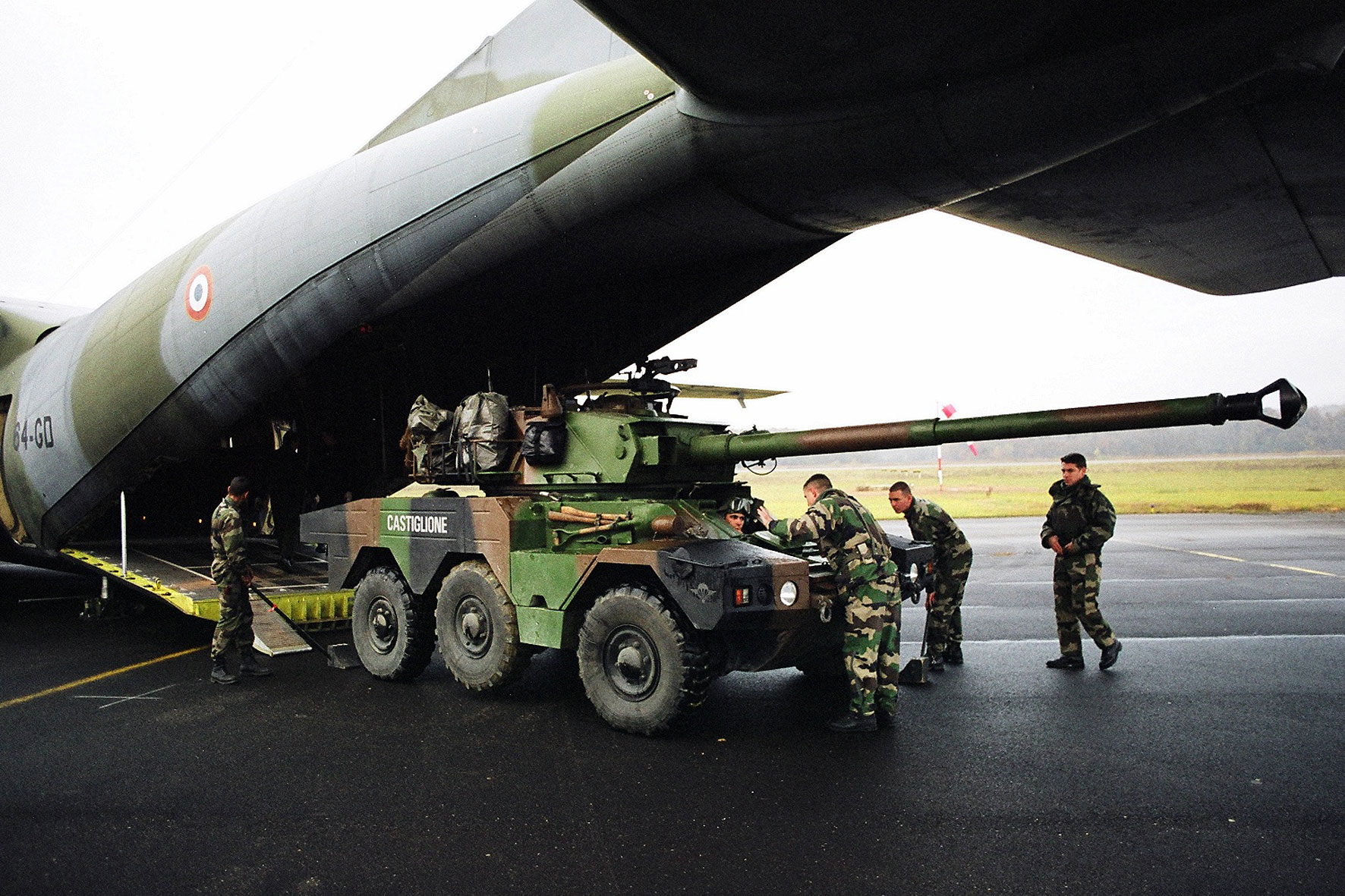
Завантаження ERC Sagaie у Transall C-160

Зварний сталевий корпус захищає команду від вогню зі стрілецької зброї та осколків. Підлога складається з двох зварених плит які утворюють пласку V, що допомагає машині зісковзувати з перешкод і захищає підлогу від мін.
Водій знаходиться у передній частині корпусу, зліва від центральної осі. Люк складається з двох частин: перша має перископ і відкидається вперед, а друга відкидається назад. Передній перископ можна замінити перископом з посилення яскравості для нічного водіння, з іншого боку від кришки люка водія є додатковий перископ.
Башта встановлена у центральній частині корпусу. На кожній моделі встановлено свою башту. Усі машини мають військову версію бензинового двигуна Peugeot V-6 потужністю 145 к.с. з 5,500 обертами за хвилину. Потужність береться від двигуна через однодискове зчеплення з поперечно встановленим редуктором з шістьма передніми та однією задньою. Передні і задні колеса підпружинені одиночними пружинами з концентричними телескопічними гідродемпферами.
Керувати можна лише передніми колесами, руль з гідропідсилювачем. Шини низького тиску стільниковими внутрішніми трубками Hutchinson, дозволяють пересуватися машині 100 км зі швидкістю 30 км/год при прострілених колесах.
Базова машина може долати брід глибиною 1,2 м без підготовки, але у серії ERC було створено дві плаваючих машини. Обидві моделі мають щиток встановлений у передній частині корпусу з прозорими вставками для водія, а також герметичні баки над колісними дугами наповнені піною. Перед подоланням водної перешкоді піднімався щиток, а з обох боків моторного відсіку піднімалися два трубчатих канали щоб вода не могла потрапити до двигуна. Радіаторний відсік затоплювався, через що покращувалося охолодження двигуна. Перша плаваюча модель рухалася у воді завдяки колесам, а на другій було встановлено водомети Dowty-Messier.
Усі моделі мали вентилятор на башті та зовнішню підсвітку. Додаткове обладнання включало захист від зброї масового ураження, компас, кондиціонер та лебідку спереду довжиною 60 м яка витримувала вагу до 3500 кг.

## Озброєння
Sagaie які знаходяться на службі французької армії озброєно баштою GIAT TS 90, з гарматою F4. Інколи машини з такою баштою називають ERC-1 Sagaie. Додатковим озброєнням є спарений 7,62-мм кулемет. Інший 7,62-мм зенітний кулемет може бути опційним.

## Варіанти

### ERC 90 F4 Sagaie (ERC-1 Sagaie)

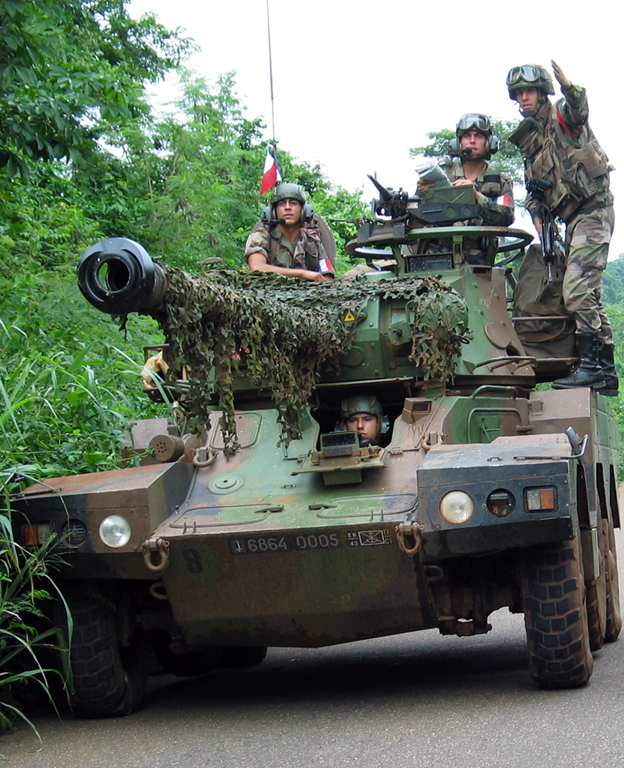
ERC Sagaie 1-го Гусарського Парашутного полку у 2003

Перша серійна модель з баштою Giat Industries TS 90 в якій встановлено гармату 90 мм яка може стріляти картеччю, фугасними, кумулятивними, димовими та бронебійними підкаліберними снарядами.
7,62-мм кулемет спарено з гарматою зліва, а з обох боків башти змонтовано два димових гранатомети. Місце командира зліва, а навідника справа. У командира встановлено сім перископів у навідника п'ять; у навідника також встановлено телескопічний приціл M563 з кратністю x 5.9. У башті знаходиться 20 набоїв до 90 мм гармати, 12 кумулятивних та 8 фугасних.
Panhard пропонував шість опцій для машини, кожен з індексом ваги 1 або 2, а користувач може вибрати параметри до індексу 4. До опцій входять: плаваючий набір, рух за допомогою коліс (1), плаваючий набір, рух за допомогою водометів (2), захист від ЗМУ (1), кондиціонер/обігрівач (1), додаткові 10 набоїв до 90 мм гармати та 1000 патронів до 7,62-мм кулемету (1) та система навігації (1).

### ERC 90 F4 Sagaie 2 (ERC-2 Sagaie)
Модель представлено у 1985 на виставці Військового обладнання у Саторі, корпус довший та ширший з двома чотирьохциліндровими дизельними двигунами Peugeot XD 3T з турбонаддувом кожний потужністю 98 к. с. Ці двигуни використовуються на розвідувальній машині Panhard VBL, VCR TT 2 APC (два двигуни) та оновлених AML/Buffalo 4×4. Двигуни з'єднані з автоматичною трансмісією ZF 4 HP 22 з чотирма передніми та однією задньою передачею.
Як альтернативою двом двигунам Peugeot XD 3T машини Sagaie 2 оснащувалися двома бензиновими двигунами Peugeot PVR на шість циліндрів із водяним охолодження потужністю 145 к. с. кожний.
Sagaie 2 має ширші шини 13,00 × 16 у порівнянні з Sagaie 1 у якого шини 11,00 × 16, а центральна пара опорних котків зміщена назад.
У 1985, було зроблено дві машини, одна з двома бензиновими, а інша з двома дизельними двигунами. Автомобілі можна було перетворити на плаваючи заповнивши бічні баки піною; це також давало деякий захист від кумулятивних боєприпасів.
На прототипах була встановлена башта SAMM TTB 190 модель якої була обрана Габоном, але була можливість встановлювати інші башти у тому числі TS 90.
Пустельна версія не мала водометів, а бічні баки замінено на коробки для зберігання більшої кількості боєприпасів, палива та води. Додаткове обладнання може включати захист від ЗМУ та кондиціонер.
Єдиним відомим покупцем цих машин, також відомих як Panhard ERC-2, став Габон. SAMM більше не виробляє та не продає баштові системи TTB 190.

### ERC 90 F1 Lynx (ERC-1 Lynx)
Це машина оснащена баштою Lynx 90 розробленою і створеною Hispano-Suiza, яка мала на озброєнні 90 мм гармату F1, спарений 7,62 мм кулемет і два димових гранатомети на задній частині башти з обох боків. Гармата стріляла кумулятивними, фугасними, димовими снарядами та картеччю.
Місце командира справа, а навідника зліва. У командира була башточка з вісьмома перископами для огляду. Прилади спостереження складалися з комбінованого денного/нічного пасивного перископу Model TJN 2.90 (SOPELEM), лазерного далекоміра TCV 107 (CILAS/SOPELEM) та 12 перископів (дев'ять Type L794B та три Type L794D). Боєкомплект 21 снаряд для 90-мм гармати у башті, при потребі 7,62 мм кулемет можна було використовувати для протиповітряної оборони.
Panhard пропонував шість опцій для машини ідентичні до тих, що й для ERC 90 F4 Sagaie, окрім того, що додатково можна було перевозити 20 додаткових набоїв замість 10 на ERC 90 F4 Sagaie.

### Інші версії Panhard ERC
Ці версії більше не пропонуються компанією Panhard: ERC 60/12 Mangouste EMC з 81 мм мінометом, ERC з баштою SAMM TTB 125, ERC з баштою SAMM TTB 190, ERC з баштою 60-20 Serval, ERC з баштою SAMM S 530 A з 20 мм гарматою, ERC з баштою TG 120, ERC з баштою TTB 140 з 40-мм гарматою, ERC з баштою ESD TA-20, ERC з баштою SAMM TAB 220 з 20 мм гарматою (це була башта на двох зі спареними 20 мм зенітними гарматами, чотири було продано до Габону)

### Оновлення Sagaie

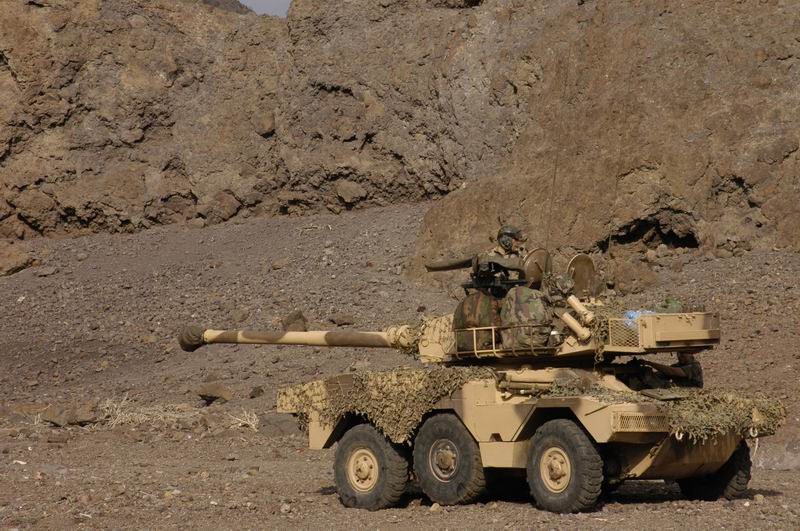
Французький ERC 90 Sagaie розвідувального підрозділу 13-ой напівбригади Іноземного Легіону поблизу Джибуті у 2005

У 1998 р., Panhard надав пропозицію французькій армії про оновлення парку бронеавтомобілів Panhard ERC 90 F4 Sagaie (6 × 6) з баштою Giat Industries з 90 мм гарматою TS-90.
Panhard ERC 90 F4 Sagaie оснащено бензиновим двигуном Peugeot V-6 потужністю 155 к. с. з ручною коробкою передач. Максимальна швидкість на дорозі 95 км/год з максимальною дальністю 700 км.
Сьогодні вони є єдиними бойовими броньованими машинами з бензиновими двигунами, що знаходяться на озброєнні французької армії, яка, як і більшість інших армій, тепер рухається до загальної політики дизельного палива з очевидними перевагами у логістиці та збільшення дальності дії.
Основною частиною оновлень запропонованих Panhard є заміна існуючого силового блоку новим більше економічним дизельним чотирьохциліндровим двигуном MTU потужністю 170 к. с. поєднаним з автоматичною коробкою передач з гідротрансформатором Renk. Це дозволяє мати швидкість 95 км/год, але дальність збільшиться до 900 км.
Вага машини складає 8,3 тони, вона плавуча, рух на воді здійснюється за допомогою водометів. Оновлена машина, з додатковим бронюванням, має вагу 9,5 тон, але не вміє плавати.
Якщо французька армія прийме оновлення, то кампанія Panhard запропонує його для експорту.
Із часу прийняття на службу на Panhard ERC 90 F4 Sagaie були зроблені оновлення у різних областях, які включали додаткове бронювання башти, збільшення зовнішніх сховищ та монтування 7,62-мм кулемету, на полозі на даху башти. На деяких також було встановлено протитанкові ракетні комплекси на даху башти.

## Оператори

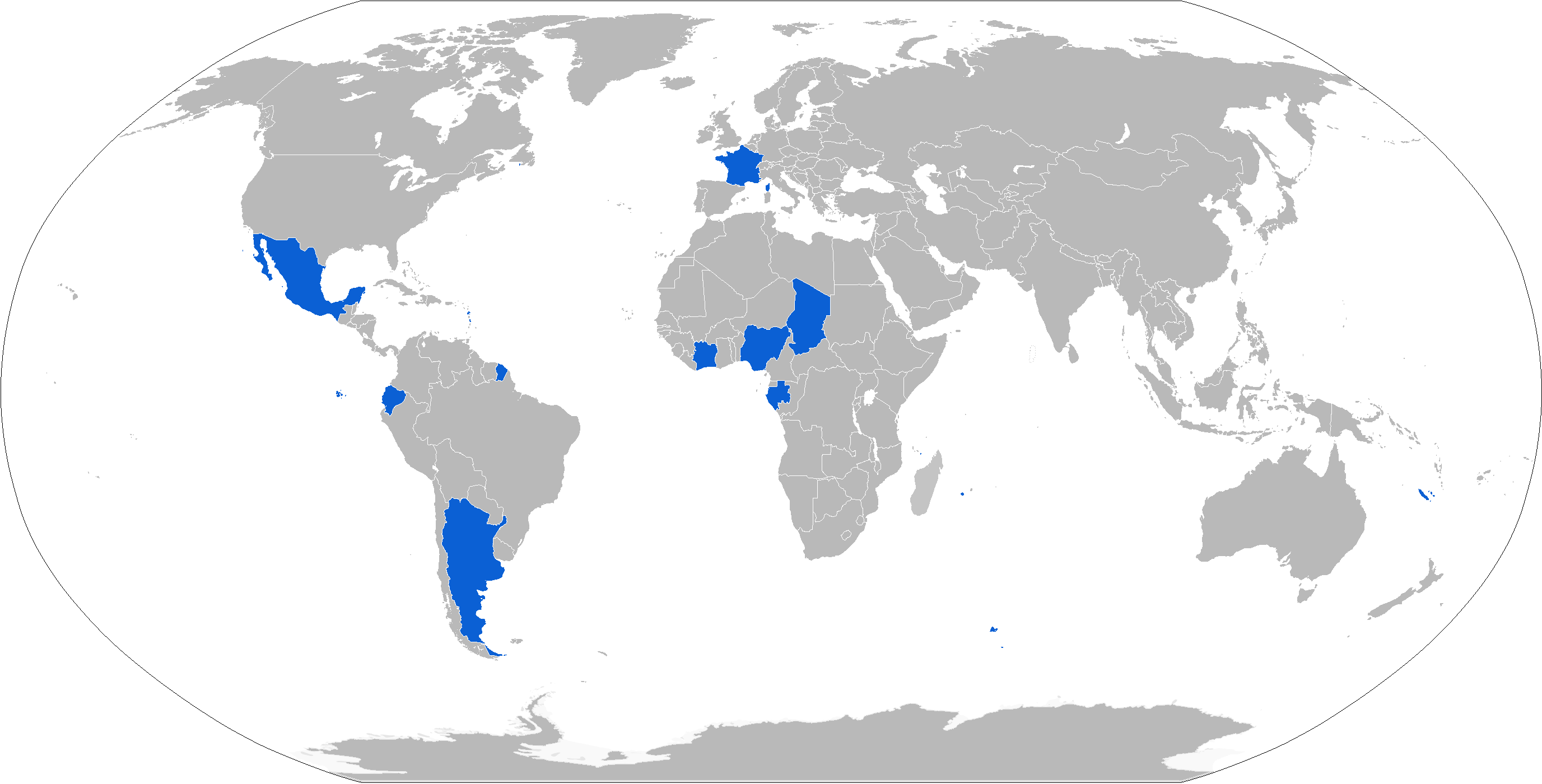
Мапа операторів ERC 90

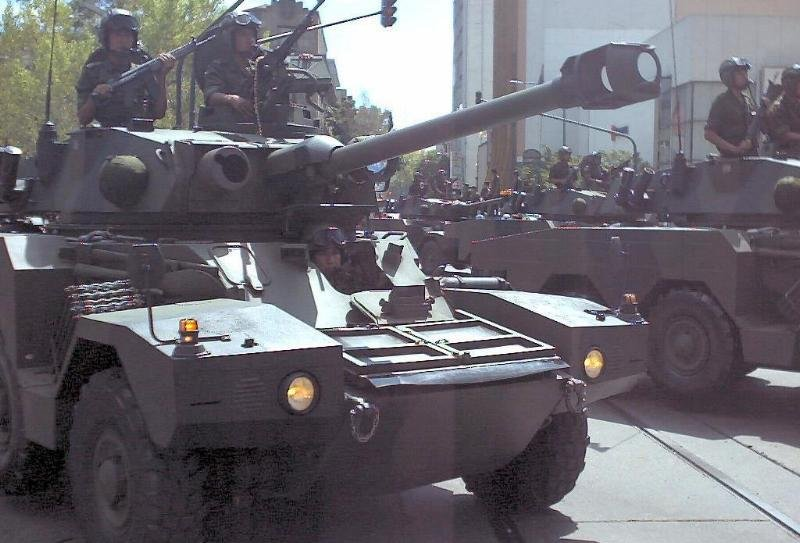
ERC 90 F1 Lynx мексиканської армії на параді на честь Дня Незалежності.

- Аргентина — 12
- Чад — 4
- Кот-д'Івуар — 7
- Франція — 192
- Габон — 10
- Мексика — 120
- Марокко — 20
- Нігерія — 46

## Війни
- Миротворчі місії у Лівані
- Боснійська війна
- Косовська війна
- Перша Івуарійская війна
- Громадянська війна у Чаді (2005–2010)
- Друга Івуарійская війна
- Північний Малі
- Сапатиське повстання
- Релігійні війни в Нігерії